# Нунан (Северная Дакота)
Нунан (англ. Noonan) — город США, город в штате Северная Дакота, расположенный в округе Дивайд. По состоянию на 2013 год, численность населения составляла 123 человека.

## История
Город был основан в 1907 году, и назван в честь семьи бизнесменов, занимавшейся сельским хозяйством и разработкой угольных месторождений.

## Географическое положение
Нунан расположен в 21 км восточнее столицы округа Дивайд, города Кросби.

## Население
По данным переписи 2010 года население Нунана составляло 121 человек (из них 52,9 % мужчин и 47,1 % женщин), 67 домашних хозяйств и 32 семьи. Из 67 домашних хозяйств 41,8 % представляли собой совместно проживающие супружеские пары (13,4 % с детьми младше 18 лет), 52,2 % не имели семьи. В среднем домашнее хозяйство ведут 1,81 человек, а средний размер семьи — 2,53 человека. Доля лиц старше 65 лет — 22,3 %. Средний возраст населения — 50,4 лет.
Расовый состав согласно оценкам Бюро переписи населения США на 2010 год:
- белые — 95,0 %
- индейцев, алеутов и эскимосов — 1,7 %
- азиаты — 1,7 %
- латиноамериканцы − 0,8 %
- Две и более национальностей — 0,8 %.

## Экономика
Наибольшая занятость населения округа в отраслях сельского хозяйства, торговли и строительстве. Средний доход на семью в 2013 году составлял $58 333, на домашнее хозяйство — $43 333.

## Полиция
За порядок и безопасность жителей города отвечает Офис шерифа округа Дивайд, в составе 9 приведённых к присяге сотрудников.